# خلع الركبة
يُعد خلع الركبة (بالإنجليزية: Knee dislocation)‏ إصابة يحدث فيها تمزق في مفصل الركبة بين عظمي الظنبوب والفخذ. تشمل الأعراض ألم الركبة وعدم استقرارها. تتضمن المضاعفات إصابة شريانية، غالبًا في الشريان المأبضي خلف الركبة، أو متلازمة الحيز.
تنجم نصف الحالات تقريبًا عن رض شديد، بينما يكون الرض الخفيف مسؤولًا عن النصف الآخر من الحالات. يُردّ المفصل بصورة عفوية في نحو 50٪ من الإصابات قبل الوصول إلى المستشفى. عادةً ما يشاهد تمزق في الرباط الصليبي الأمامي، والرباط الصليبي الخلفي، وإما الرباط الجانبي الإنسي أو الرباط الجانبي الوحشي. يوصى بتصوير الأوعية المقطعي المحوسب إذا كان مؤشر الضغط الكاحلي العضدي أقل من 0.9، بهدف الكشف عن إصابة الأوعية الدموية، وإلا تكون الفحوصات البدنية المتكررة كافية. ثبت في الآونة الأخيرة أن بروتوكول فاست-دي (FAST-D)، الذي يقيم الشرايين الظنبوبية الخلفية وشرايين القدم الظهرانية لتحري «نمط موجي ثلاثي الأطوار» باستخدام التصوير بالموجات فوق الصوتية، طريقة موثوقة لنفي إصابة الشرايين الكبيرة.
يُستطب الرد والتجبير عند استمرار خلع المفصل؛ يُجرى ذلك عادةً تحت التخدير الإجرائي. يوصى عمومًا بإجراء جراحة فورية في حال وجود علامات إصابة شريانية. قد يتطلب الأمر عمليات جراحية عدة، ويصبح بتر جزء من الساق خيارًا لازمًا في ما يزيد قليلاً عن 10٪ من الحالات.
يُعد خلع الركبة إصابة نادرة؛ تصيب نحو 1 من كل 100,000 شخص سنويًا. يصاب الذكور أكثر من الإناث، وغالبًا ما يشكل الشباب الفئة العمرية الأكثر تأثرًا. وصف مجس الصيداوي هذه الإصابة قبل عام 20 قبل الميلاد على أقل تقدير.

## العلامات والأعراض
تشمل الأعراض آلام الركبة، وقد يفقد المفصل أيضًا شكله الطبيعي ومحيطه الطبيعي. يُشاهد أحيانًا انصباب مفصلي.

### المضاعفات
تشمل المضاعفات إصابة الشريان خلف الركبة (الشريان المأبضي) في نحو 20٪ من الحالات أو متلازمة الحيز. قد يحدث أيضًا تلف في العصب الشظوي الأصلي أو العصب الظنبوبي. غالبًا ما تستمر مشكلات الأعصاب، إن حدثت، بدرجات متفاوتة.

## السبب
تنتج نصف الحالات تقريبًا عن رض شديد، بينما يقف الرض الخفيف خلف النصف الآخر من الإصابات. تشمل آليات الرضوض الشديدة السقوط من ارتفاع شاهق، أو اصطدام السيارات، أو اصطدام أحد المشاة بمركبة. غالبًا ما تترافق الحالات الناتجة عن رض شديد بإصابات أخرى.
تشمل الرضوض الطفيفة التعثر في أثناء المشي أو ممارسة الرياضة. تُعد السمنة من عوامل الخطر.
تُشاهد الحالة أيضًا في عدد من الاضطرابات الوراثية مثل متلازمة إيليس-فان كريفيلد ومتلازمة لارسن ومتلازمة إيلرس-دانلوس.

## التشخيص
يصعب وضع التشخيص أحيانًا نظرًا إلى احتمالية رد الخلع عفويًا قبل الوصول إلى المستشفى. يُشتبه بخلع الركبة بناءً على تاريخ الإصابة والفحص البدني الذي يشمل اختبار الدرج الأمامي، واختبار الإجهاد الأروحي، واختبار الإجهاد الأفحجي، واختبار الارتخاء الخلفي. قد يكون الفحص البدني الدقيق صعبًا بسبب الألم.
تساعد الأشعة السينية العادية أو الأشعة المقطعية أو الموجات فوق الصوتية أو التصوير بالرنين المغناطيسي على وضع التشخيص. تقدم الأشعة السينية نتائج مفيدة في الخلوع المردودة التي تشمل تغير المساحة المفصلية، أو خلع المفصل جزئيًا، أو كسر سيغوند.
يوصى بإجراء تصوير الأوعية المقطعي المحوسب إذا كان مؤشر الضغط الكاحلي العضدي (إيه بي آي) أقل من 0.9، ويمكن أيضًا استخدام تصوير الأوعية التقليدي. إذا كان مؤشر إيه بي آي أكبر من 0.9، يكفي إجراء فحوصات بدنية متكررة خلال الساعات الأربع والعشرين التالية للتحقق من تدفق الدم الجيد. يُحسب إيه بي آي عبر قياس ضغط الدم الانقباضي عند الكاحل وتقسيمه على ضغط الدم الانقباضي في الذراع. ثبت في الآونة الأخيرة أن بروتوكول فاست-دي (FAST-D)، الذي يقيم الشرايين الظنبوبية الخلفية وشرايين القدم الظهرانية لتحري «نمط موجي ثلاثي الأطوار» باستخدام التصوير بالموجات فوق الصوتية طريقة موثوقة لنفي إصابة الشرايين الكبيرة.